# 신은철 (암벽등반 선수)
신은철(1999년 5월 27일~)은 대한민국의 암벽등반 선수이다. 

## 경력
전남대학교 사범대학 부설중학교, 전남대학교 사범대학 부설고등학교, 제주관광대학교를 졸업했다. 
2016년에 암벽등반 유스 국가대표로 발탁되었으며 그 해 11월 중국 광저우에서 열린 세계 유스 선수권 대회에 참가했다. 그는 리드 부문에서 28위에 올랐다.
2018년에는 국가대표로 발탁되었고 그 해 11월 일본 구라요시에서 열린 2018년 아시아 선수권 대회에 참가하면서 성인 국가대표 데뷔전을 가졌다. 그는 스피드 17위, 볼더링, 31위, 복합 17위를 기록했다.
2022년에 다시 국가대표로 발탁되었으며 그 해 5월 대한민국 서울에서 열린 월드컵 대회에 출전하면서 월드컵 데뷔전을 가졌다. 그는 스피드 경기에 출전했고 30위에 올랐다. 같은 해 10월에는 서울에서 열린 2022년 아시아 선수권 대회에 참가했으며 스피드 부문 11위에 올랐다.